# Heisebeck
Heisebeck ist ein Ortsteil im Osten der Gemeinde Wesertal im nordhessischen Landkreis Kassel.

## Geografische Lage
Das Dorf Heisebeck liegt im äußersten Nordteil von Nordhessen direkt an der Grenze zu Niedersachsen. Es befindet sich im Weserbergland am nördlichen Rand des Bramwalds und am Südostrand des Höhenzugs Kiffing, rund 4,5 km (Luftlinie) östlich von Oedelsheim, 7 km östlich von Gieselwerder (an der Weser gelegene Gemeindeteile von Wesertal), 8 km südlich von Uslar, 18 km westnordwestlich von Göttingen und 30 km nordnordöstlich von Kassel (alle Angaben Luftlinie).
Direkte Nachbarorte von Heisebeck sind das hessische Arenborn im Nord-Nordwesten sowie die niedersächsischen Ortschaften Offensen im Nordosten und Fürstenhagen im Südwesten. Durch das Dorf fließen die Bäche Arenborn und Hessenbach, die zum Einzugsgebiet der unweit nordöstlich verlaufenden Schwülme gehören.

## Geschichte

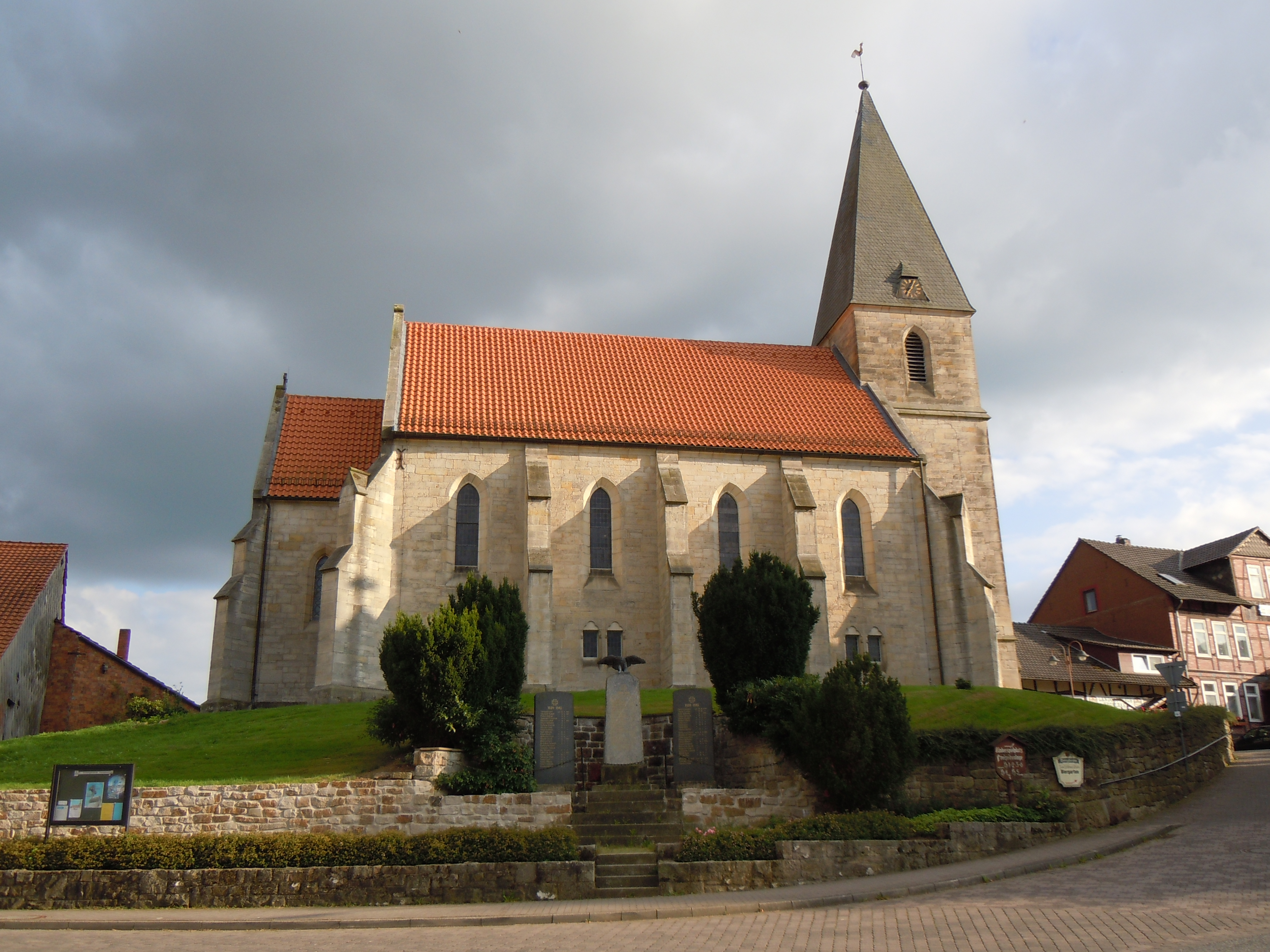
Kirche in Heisebeck

### Ortsgeschichte
Die erste bekannte schriftliche Nennung des Ortes Heisebeck unter dem Namen "Hasbike" ist aus dem Jahr 1185 in einer Urkunden des Erzbistums Mainz überliefert. Der Ort dürfte aber älter sein. 1585 umfasste der Ort 29 Haushaltungen, 56 im Jahr 1747. Die Bevölkerung ab Ende des 17. Jahrhunderts ist durch ein Ortssippenbuch erschlossen.
Eine ältere evangelische Kirche ist 1835 als "sehr alt und ohne Orgel", dabei auch, dass sie 1828 "wesentlich ausgebessert" wurde. Die heutige evangelische Kirche wurde 1885 von dem Kasseler Architekten Werner Narten errichtet. Das gewölbte Langhaus von vier Jochen betritt man durch einen vorgestellten Westturm und blickt dann in den etwas niedrigeren Rechteck-Chor. Die Kanzel, der Altar, hinter diesem eine künstlerische Verglasung in einem dreibahnigen Maßwerkfenster und die Orgel stammen aus der Bauzeit.
Zum 1. August 1972 wurde, im Zuge der Gebietsreform in Hessen, kraft Landesgesetz die bis dahin Selbständige Gemeinde Heisebeck der Gemeinde Oberweser angeschlossen, die bereits gut ein Jahr zuvor durch den Zusammenschluss mehrerer Orte gebildet wurde und deren Verwaltungssitz Gieselwerder war. Diese wiederum fusionierte zum 1. Januar 2020 mit Wahlsburg zur Gemeinde Wesertal. Der Ortsbezirk Heisebeck blieb weiter bestehen.

### Verwaltungsgeschichte im Überblick
Die folgende Liste zeigt die Staaten und Verwaltungseinheiten, denen Heisebeck angehört(e):
- bis 1567: Heiliges Römisches Reich, Landgrafschaft Hessen, Amt Sababurg
- 1567–1806 Heiliges Römisches Reich, Landgrafschaft Hessen-Kassel, Amt Sababurg
- ab 1806: Landgrafschaft Hessen-Kassel, Amt Sababurg
- ab 1807–1813: Königreich Westphalen, Departement der Fulda, Distrikt Kassel, Kanton  Bodenfelde
- ab 1815: Kurfürstentum Hessen, Amt Sababurg[7]
- ab 1821/22: Kurfürstentum Hessen, Provinz Niederhessen, Landkreis Hofgeismar[8][Anm. 2]
- ab 1848: Kurfürstentum Hessen, Bezirk Kassel
- ab 1851: Kurfürstentum Hessen, Provinz Niederhessen, Landkreis Hofgeismar
- ab 1867: Königreich Preußen, Provinz Hessen-Nassau, Regierungsbezirk Kassel, Landkreis Hofgeismar
- ab 1871: Deutsches Reich, Königreich Preußen, Provinz Hessen-Nassau, Regierungsbezirk Kassel, Landkreis Hofgeismar
- ab 1918: Deutsches Reich, Freistaat Preußen, Provinz Hessen-Nassau, Regierungsbezirk Kassel, Landkreis Hofgeismar
- ab 1944: Deutsches Reich, Freistaat Preußen, Provinz Kurhessen, Landkreis Hofgeismar
- ab 1945: Amerikanische Besatzungszone, Groß-Hessen, Regierungsbezirk Kassel, Landkreis Hofgeismar
- ab 1946: Amerikanische Besatzungszone, Hessen, Regierungsbezirk Kassel, Landkreis Hofgeismar
- ab 1949: Bundesrepublik Deutschland, Hessen, Regierungsbezirk Kassel, Landkreis Hofgeismar
- ab 1972: Bundesrepublik Deutschland, Land Hessen, Regierungsbezirk Kassel, Landkreis Kassel, Gemeinde Oberweser[Anm. 3]
- ab 2020: Bundesrepublik Deutschland, Land Hessen, Regierungsbezirk Kassel, Landkreis Kassel, Gemeinde Wesertal[Anm. 4]

## Bevölkerung

### Einwohnerstruktur 2011
Nach den Erhebungen des Zensus 2011 lebten am Stichtag dem 9. Mai 2011 in Heisebeck 522 Einwohner. Darunter waren 3 (0,6 %) Ausländer.
Nach dem Lebensalter waren 87 Einwohner unter 18 Jahren, 200 zwischen 18 und 49, 135 zwischen 50 und 64 und 123 Einwohner waren älter. Die Einwohner lebten in 216 Haushalten. Davon waren 51 Singlehaushalte, 66 Paare ohne Kinder und 81 Paare mit Kindern, sowie 18 Alleinerziehende und keine Wohngemeinschaften. In 42 Haushalten lebten ausschließlich Senioren und in 129 Haushaltungen lebten keine Senioren.

### Einwohnerentwicklung
- 1585: 29 Haushaltungen[2]
- 1747: 56 Haushaltungen[2]

| Heisebeck: Einwohnerzahlen von 1834 bis 2020 | Heisebeck: Einwohnerzahlen von 1834 bis 2020 | Heisebeck: Einwohnerzahlen von 1834 bis 2020 | Heisebeck: Einwohnerzahlen von 1834 bis 2020 | Heisebeck: Einwohnerzahlen von 1834 bis 2020 |
| --- | -------------------------------------------- | -------------------------------------------- | -------------------------------------------- | -------------------------------------------- |
| Jahr |                                              |                                              |                                              | Einwohner                                    |
| 1834 | 1834                                         |                                              | 537                                          | 537                                          |
| 1840 | 1840                                         |                                              | 486                                          | 486                                          |
| 1846 | 1846                                         |                                              | 529                                          | 529                                          |
| 1852 | 1852                                         |                                              | 522                                          | 522                                          |
| 1858 | 1858                                         |                                              | 484                                          | 484                                          |
| 1864 | 1864                                         |                                              | 502                                          | 502                                          |
| 1871 | 1871                                         |                                              | 433                                          | 433                                          |
| 1875 | 1875                                         |                                              | 430                                          | 430                                          |
| 1885 | 1885                                         |                                              | 454                                          | 454                                          |
| 1895 | 1895                                         |                                              | 491                                          | 491                                          |
| 1905 | 1905                                         |                                              | 444                                          | 444                                          |
| 1910 | 1910                                         |                                              | 497                                          | 497                                          |
| 1925 | 1925                                         |                                              | 507                                          | 507                                          |
| 1939 | 1939                                         |                                              | 478                                          | 478                                          |
| 1946 | 1946                                         |                                              | 766                                          | 766                                          |
| 1950 | 1950                                         |                                              | 759                                          | 759                                          |
| 1956 | 1956                                         |                                              | 658                                          | 658                                          |
| 1961 | 1961                                         |                                              | 623                                          | 623                                          |
| 1967 | 1967                                         |                                              | 652                                          | 652                                          |
| 1970 | 1970                                         |                                              | 644                                          | 644                                          |
| 1980 | 1980                                         |                                              | ?                                            | ?                                            |
| 1990 | 1990                                         |                                              | ?                                            | ?                                            |
| 2000 | 2000                                         |                                              | ?                                            | ?                                            |
| 2011 | 2011                                         |                                              | 522                                          | 522                                          |
| 2020 | 2020                                         |                                              | 470                                          | 470                                          |
| Datenquelle: Historisches Gemeindeverzeichnis für Hessen: Die Bevölkerung der Gemeinden 1834 bis 1967. Wiesbaden: Hessisches Statistisches Landesamt, 1968. Weitere Quellen: LAGIS; Zensus 2011; Gemeinde Wesertal |                                              |                                              |                                              |                                              |

### Historische Religionszugehörigkeit
| • 1961: | 550 evangelische (= 88,28 %), 66 katholische (= 10,59 %) Einwohner |

## Politik
Für Heisebeck besteht ein Ortsbezirk (Gebiete der ehemaligen Gemeinde Heisebeck) mit Ortsbeirat und Ortsvorsteher nach der Hessischen Gemeindeordnung. Der Ortsbeirat besteht aus sechs Mitgliedern. Bei den Kommunalwahlen in Hessen 2021 gehörten alle Kandidaten der SPD an. Der Ortsbeirat wählte Hubert Henne zum Ortsvorsteher.

## Kultur und Sehenswürdigkeiten
Für die unter Denkmalschutz stehenden Kulturdenkmäler des Ortes siehe die Liste der Kulturdenkmäler in Heisebeck.

## Wappen
Blasonierung: „In einem von Silber und Rot gespaltenen Schild vorne in Silber eine grüne Tanne auf grünem Boden und hinten in Rot eine gestürzte silberne Forelle.“
Das Wappen wurde der Gemeinde Heisebeck im damaligen Landkreis Hofgeismar am 24. Juni 1969 durch den Hessischen Innenminister genehmigt. Gestaltet wurde es durch den Bad Nauheimer Heraldiker Heinz Ritt.

## Wirtschaft und Infrastruktur
Der Ort wird von mehreren Landes- und Kreisstraßen erschlossen. Die nächste Bahnstation ist in Offensen an der Bahnlinie Bodenfelde-Göttingen.
Wenngleich Heisebeck in einer ländlichen Region liegt, so spielt die Land- und Forstwirtschaft mittlerweile eine nur noch untergeordnete Rolle.
Industriebetriebe sind vor Ort auch nicht vorhanden, so dass unter anderem der Dienstleistungssektor mit kleineren Handwerksbetrieben und der Tourismus mit über 50 Gästebetten heute wirtschaftlich von Bedeutung sind.

## Persönlichkeiten
Ehrenbürger
- 1895 Otto von Bismarck (1815–1898), Reichskanzler

Söhne und Töchter des Ortes
- Johann Friedrich Klemme (* 3. Februar 1792 in Heisebeck, † vor 1845), Ackermann, Vorsteher und Kutscher; Stiefvater des Pastors und leiblichen Sohnes Jérôme Bonapartes, Hieronymus Lüdeke (* 15. November 1808 in Göttingen, † 18. März 1890 in Dassensen; auch Lüdecke).[12]
- Fritz Grebe (1850–1924), Kunstmaler